# الواحات (موريتانيا)
الواحات بلدة موريتانية وإحدى بلديات ولاية تكنت.